# Dendryphantinae
Dendryphantinae este o subfamilie de păianjeni-săritori, răspândiți cu precădere în Lumea Nouă. În general, femelele prezintă pete pe opistosomă, iar masculii posedă chelicere ceva mai lungi. Toate femele din această subfamilie au epiginul în formă de litera S. 

## Sistematică
- Alcmena C. L. Koch, 1846 — America Centrală, America de Sud
- Anicius Chamberlin, 1925 — Mexic
- Ashtabula Peckham & Peckham, 1894 — America de Sud
- Avitus Peckham & Peckham, 1896 — America de Sud
- Bagheera Peckham & Peckham, 1896 — America Centrală
- Beata Peckham & Peckham, 1895 — America de sud, Madagascar
- Bellota Peckham & Peckham, 1892 — America, Pakistan
- Bryantella Chickering, 1946 — America de sud
- Cerionesta Simon, 1901 — Guyana, insula St. Vincent
- Chirothecia Taczanowski, 1878 — America de Sud
- Dendryphantes C. L. Koch, 1837 — Eurasia, Africa, America
- Donaldius Chickering, 1946 — Panama
- Empanda Simon, 1903 — Guatemala
- Eris C. L. Koch, 1846 — America de Nord, America Centrală
- Gastromicans Mello-Leitão, 1917 — America Centrală, America de Sud
- Ghelna Maddison, 1996 — America de Nord
- Hentzia Marx, 1883 — America
- Homalattus White, 1841 — Africa de Sud, Siera Leone
- Lurio Simon, 1901 — America de Sud
- Mabellina Chickering, 1946 — Panama
- Macaroeris Wunderlich, 1992 — Eurasia

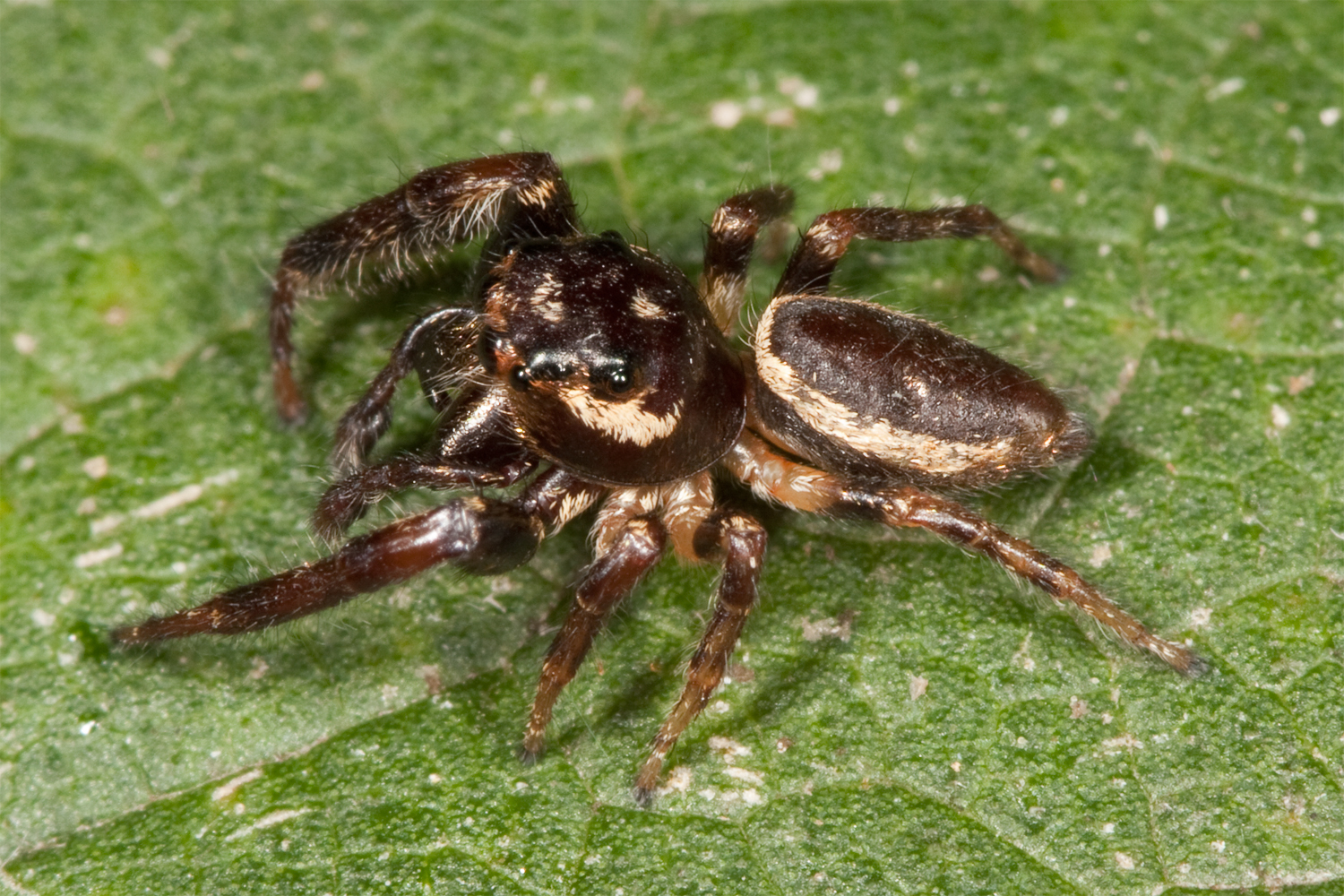
Eris militaris

- Mburuvicha Scioscia, 1993 — Argentina
- Messua Peckham & Peckham, 1896 — America Central[
- Metaphidippus F. O. P-Cambridge, 1901 — America
- Nagaina Peckham & Peckham, 1896 — America de Sud, America Centrală
- Napoca Simon, 1901 — Israel
- Osericta Simon, 1901 — Peru, Brazilia
- Paradamoetas Peckham & Peckham, 1885 — America de Nord
- Paramarpissa F. O. P.-Cambridge, 1901 — USA, Mexic
- Paraphidippus F. O. P.-Cambridge, 1901 — America Centrală
- Parnaenus Peckham & Peckham, 1896 — America centrală, America de Sud

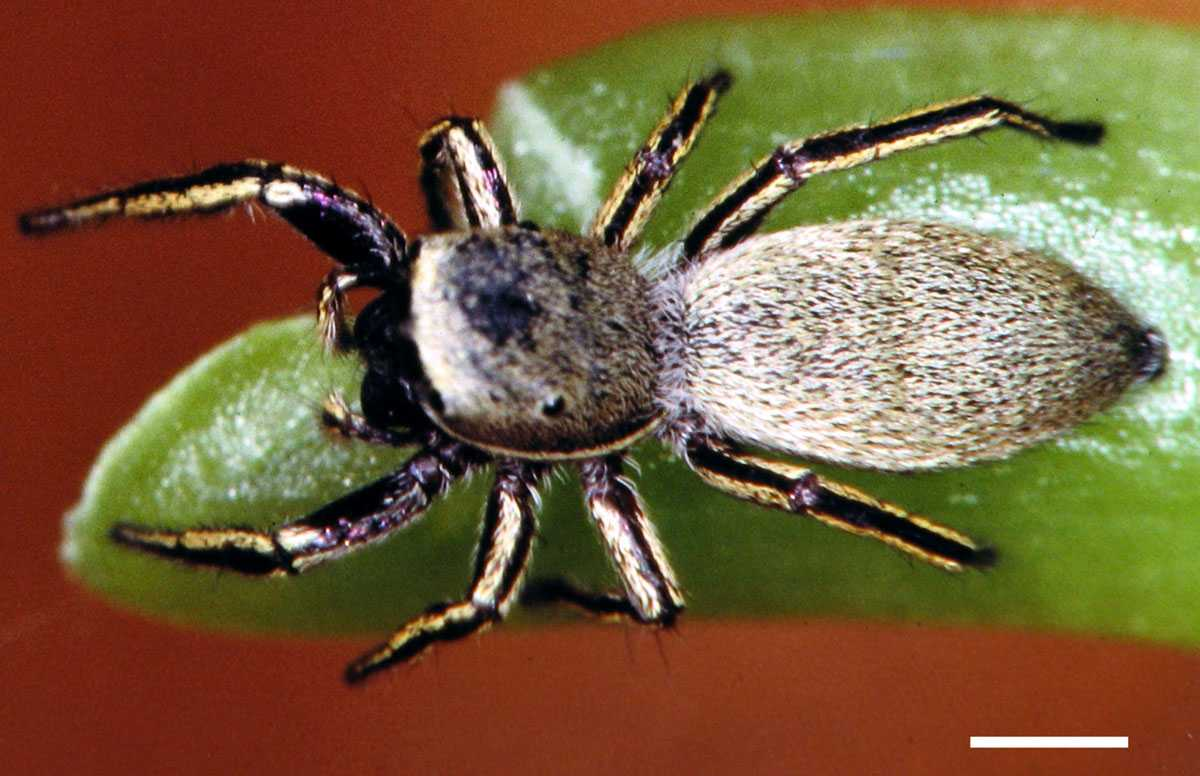
Tutelina similis

- Pelegrina Franganillo, 1930 — America de Nord
- Phanias F. O. P.-Cambridge, 1901 — SUA, America Centrală, insula Galapagos
- Phidippus C. L. Koch, 1846 — America de Nord
- Poultonella Peckham & Peckham, 1909 — SUA
- Pseudomaevia Rainbow, 1920 — Polinezia
- Rhene Thorell, 1869 — Asia, Africa, America de Sud
- Rhetenor Simon, 1902 — SUA, Mexic, Brazilia
- Romitia Caporiacco, 1947 — Guyana
- Rudra Peckham & Peckham, 1885 — America de Sud, Guatemala
- Sassacus Peckham & Peckham, 1895 — America
- Sebastira Simon, 1901 — Venezuela, Panama

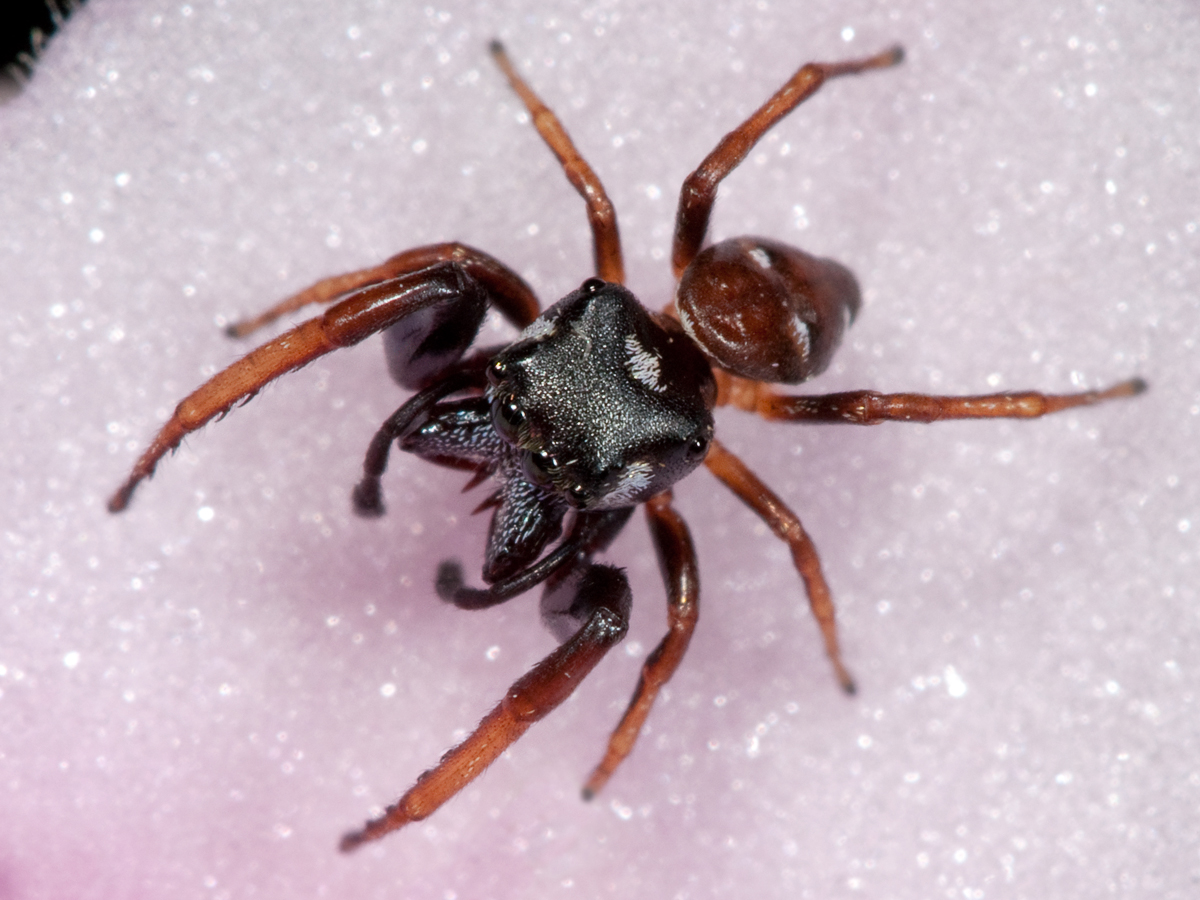
Zygoballus sexpunctatus

- Selimus Peckham & Peckham, 1901 — Brazilia
- Semora Peckham & Peckham, 1892 — America de Sud
- Semorina Simon, 1901 — America de Sud
- Tacuna Peckham & Peckham, 1901 — Brazilia, Argentina
- Terralonus Maddison, 1996 — SUA
- Thammaca Simon, 1902 — Peru, Brazilia
- Tulpius Peckham & Peckham, 1896 — Brazilia, Guatemala
- Tutelina Simon, 1901 — America de Nord, America Centrală
- Tuvaphantes Logunov, 1993 — Rusia
- Xuriella Wesolowska & Russell-Smith, 2000 — Tanzania, Yemen
- Zeuxippus Thorell, 1891 — Asia
- Zygoballus Peckham & Peckham, 1885 — America, India